# メレの戦い
メレの戦い（メレのたたかい、英語: Battle of Melle）は、オーストリア継承戦争中の1745年7月9日、フォントノワの戦いの後に戦われた、国事詔書を承認する諸国の同盟軍とフランス王国軍の間の戦闘。モルトケ中将率いる同盟軍は主な補給基地であるヘントに軍を送って守備を強化しようとした。デュ・シャイラ（Du Chayla）中将率いるフランス軍はスヘルデ川の南、メレの近くに橋頭堡を作ってヘントを孤立させようとした。同盟軍は多大な損害を出して撃退され、ヘントは直後にフランス軍に占領された。

## 戦闘前の行軍
フランスがフォントノワの戦いで勝利、トゥルネーを占領すると、モーリス・ド・サックス元帥は同盟軍の弱点を利用して行軍、ブリュッセル、ヘント、フランドル、ブラバントなどを脅かし、同盟軍の総司令官カンバーランド公にどの町を守備するかを選ばせた。同盟軍の弾薬庫といえるのはヘントとブリュッセルだったが、ブリュッセルの弾薬が使われたのに対しヘントの弾薬は保留とされたため、ヘントの価値はブリュッセルより大きかった。しかし、カンバーランド公はブラバントとブリュッセルを軍で守ったのに対し、ヘントには駐留軍を増やし、補給をヘントから運び出すよう命じただけに留まった。
サックスはデュ・シャイラをヘントとアールストの間にあるメレという小さな町へ偵察に派遣した。彼はノルマンディーとクリヨン（Crillon）旅団からの4個大隊ずつ、グラサン（Grassins）の分遣隊、軽歩兵、ベリー、ロワイヤル・エトランジェ（Royal Étranger）、デュ・ロワ（Du Roy）騎兵旅団からの計24個大隊を率いた。アールストとヘントを繋ぐ道の周りに軍営が立てられ、大砲約20門とポンツーン20隻があった。ノルマンディー旅団からの2個大隊とクリヨン旅団の一部はスヘルデ川沿岸とヘントへの道に散らばっていた。デュ・シャイラは軽部隊のグラサンをアールストへ派遣、偵察を行った。
カンバーランド公はモルトケにできるだけ多くの部隊をアールストからヘントに送り、ヘント駐留軍を増強させるよう命じていた。モルトケの軍はトマス・ブライ准将率いる旅団で、3個歩兵連隊で構成されたすなわち、ロイヤル・スコッツ（または第1歩兵連隊）、ブライの第20歩兵連隊、ハンダサイド（Handasyde）の第16歩兵連隊であった。騎兵はリッチの第4竜騎兵連隊の3個大隊とハノーファー騎兵の2個大隊（ライブ連隊（Leib）とアデレブセンの竜騎兵（Adelebsen））、そしてオランダ騎兵の5から6個大隊（スリッペンバッハ（Slippenbach）の竜騎兵）、オーストリア騎兵の2から3個大隊（ド・リーニュとスティルム（Styrum）の竜騎兵）、およびオーストリアのフザール300人だった。

## 戦闘

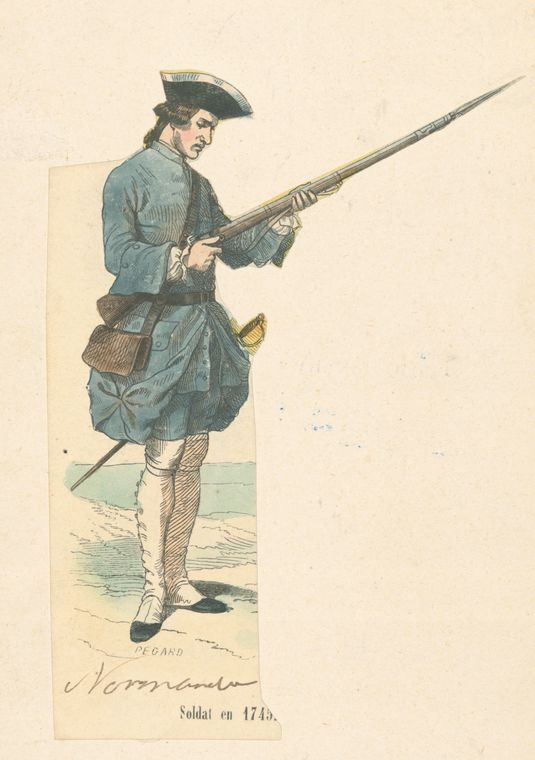
フランスのノルマンディー旅団、1745年。

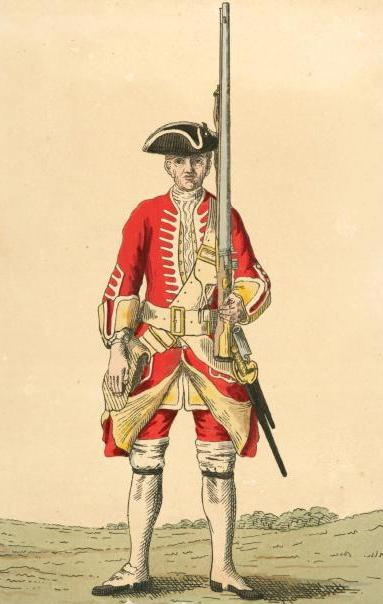
イギリスの第20歩兵連隊、1740年代。

7月9日、グラサンの軽部隊は東のアールストへ進み、アールストから西8マイルほどでメレ近くの要塞シャトー・ド・マッセマン（Château de Massemen）を占領した。モルトケはロイヤル・スコッツを派遣してそれを攻撃、激しい戦闘が起こったが、大砲がなかったためグラサンを追い出すことができなかった。ロイヤル・スコッツは同盟軍に合流し、モルトケはブライに知らせずにグラサンを顧みずヘントへの道を進むことを決定した。
グラサンから同盟軍が前進したという報せが届いたにもかかわらず、デュ・シャイラ軍は散らばったままで軍営を建てようとしていた。大砲20門は道に沿って北向きで置かれ、軍用行李やポンツーンが積まれた台車はその後ろに置かれた。ホントローデ（Gontrode）というスヘルデ川につながる小川にある石橋は守られず、道の側にある周囲に城壁をめぐらした小修道院はわずかな軍勢で占領されているにとどまった。ノルマンディー旅団の1個大隊はメレの西に配置され、クリヨン旅団も周りの城や農園などで宿割りしたりして散らばっており、そのうち1個大隊は橋の西にある道に配置された。両軍とも突然の接触で不意を突かれ、フランス軍は軍営を立てている最中に同盟軍が到着したことに、同盟軍はフランス軍の規模と位置に驚いた。
モルトケはロイヤル・スコッツ歩兵650人と騎兵約1,050人で計約1,700人の前衛を率いて橋を渡り、19時頃に突撃してクリヨン旅団の大隊を追い払った。続いて急いで前進して大砲を鹵獲したが、戦闘の準備がなされていなかったため前車が砲架から外された状態にあり、活用できる状態になかった。ラヴァル公（Laval）はクリヨン旅団の1個大隊を率いてポンツーンと軍用行李の後ろから到着、ロイヤル・スコッツの部隊との戦闘に入り、直後にクリヨン侯爵率いる2個大隊が駆けつけた。地形が騎兵に不利だったため、同盟軍の騎兵はロイヤル・スコッツに加勢することができなかった。そのため戦闘はマスケット銃の銃撃戦となり、モルトケはフザール、リッチの竜騎兵、ハノーファー騎兵の一部を率いてヘントへ急いだ。しかしデュ・バリー連隊の騎兵の小さな分遣隊により足止めされている間にノルマンディー旅団の一部が来てしまい、モルトケは街道から外れざるを得なかった。フランスの大隊に後ろを塞がれたため、モルトケは全軍とともにヘントへ全速で前進、周りに散らばったフランス兵と銃撃を交わしつつ縦隊の残りを放棄して、結果的にはロイヤル・スコッツの400人を含む、前衛の半分近くを失った。
そのころ、ブライは第20歩兵連隊やいくらかのオランダ騎兵とともに着き、ハンダサイドの第16連隊や残りの騎兵が続いた。モルトケが去ってしまったため、ブライは歩兵約1,450人と騎兵約1,000人の指揮を執った。先の戦闘と同じく、地形が両軍の騎兵にとって不利で全軍を展開するに適さず、フランス軍が正面と両側から銃撃してきたため、ブライはホントローデ小川の後ろにある道の南まで後退した、このとき、彼の軍勢の中央部の大半と左翼は森の後ろにおり、右翼は小修道院の側にある高まった街道にいた。これにより小修道院の壁の後ろに隠れたフランス擲弾兵からの攻撃は遮蔽され、地形も騎兵突撃を自然と防ぐことができた。連隊は戦列を形成、騎兵の援護を受けつつ前進してフランス軍と戦った。デュ・シャイラはおそらく5個大隊（ラヴァルの大隊、クリヨンの2個大隊、メレからやってきたノルマンディーの2個大隊）約2千人で反撃に移り、砲兵とフランス騎兵の大半が支援した。両側が火器の応酬をしている間、モルトケが無視したグラサンの軍勢がブライの後ろに着いて軍用行李と補給を略奪、さらにアールストへ撤退できる道を封鎖した。
全滅の危機に直面したブライはそれを避けるべく、軍が少し混乱してでも森や平原を抜けて南東へ向かい、アールストに着くまで明らかな道を避けたが、全ての軍用行李を失うなど多大な損害を出した。

## その後
同盟軍の敗北により、ヘントは支援を受けられなくなった。サックスはレーヴェンダール伯爵率いる1万5千人を追加で派遣してヘントの包囲を完成させた。レーヴェンダールが砲撃を始めると、ヘントの町は7月11日に降伏、大量な補給やイギリス兵700を含むオランダの駐留軍はフランスの手に落ちた。捕虜になったイギリス兵は第1歩兵連隊、第23ロイヤル・ウェルシュ・フュジリアーズ連隊、リッチの竜騎兵の生き残りの大半を含む。ヘントの城塞も15日に降伏した。直後の19日にはブルッヘとアウデナールデが占領された。